# NGC 4328
NGC 4328 is een elliptisch sterrenstelsel in het sterrenbeeld Hoofdhaar. Het hemelobject werd op 21 maart 1784 ontdekt door de Duits-Britse astronoom William Herschel.

## Synoniemen
- MCG 3-32-19
- ZWG 99.34
- VCC 634
- PGC 40209